# باراچکا
باراچکا (به مجاری: Baracska) یک شهرداری در مجارستان است که در ناحیه مارتون‌واشار واقع شده‌است. باراچکا ۳۹٫۶۸ کیلومتر مربع مساحت و ۲٬۷۲۹ نفر جمعیت دارد.